# Москальцівка
Москальці́вка — село в Україні, у Берестинському районі Харківської області. Населення становить 56 осіб. Орган місцевого самоврядування — Станичненська сільська рада.

## Географія
Село Москальцівка знаходиться на відстані 1 км від пересихаючої річки Івани (лівий берег), вище за течією на відстані 3 км розташоване село Лихове. До села примикає нежитлове село Білицківка. Поруч проходить автомобільна дорога Р51.

## Населення

### Мова
Розподіл населення за рідною мовою за даними перепису 2001 року:
| Мова       | Кількість | Відсоток |
| ---------- | --------- | -------- |
| українська | 49        | 87.5%    |
| російська  | 7         | 12.5%    |
| Усього     | 56        | 100%     |

## Історія
22 червня 2023 року рішенням №230 Національної комісії зі стандартів державної мови віднесено до списку населених пунктів, які «можуть не відповідати лексичним нормам української мови», зокрема стосуватися «російської імперської чи колоніальної політики». Громаді рекомендовано обґрунтувати доцільність збереження поточної назви або запропонувати нову назву в установленому законодавством порядку.